# Коти (село)
Коти (арм. Կոթի) (ранее Котигех и Шаваршаван) — село в Тавушской области Армении, рядом с которым проходит граница с Азербайджаном. Село неоднократно становилось объектом обстрелов, вторжения и угона скота с азербайджанской стороны.

## Название
Изначально село называлось Котигех, также встречалось его тюркизированное название Коткенд. В 1964 село было переименовано в Шаваршаван, в честь уроженца Шаварша Амирханяна (1894—1959), большевика, революционера, первого главы ЧК при СНК ССР Армении и первого народного комиссара внутренних дел ССР Армении.
В 1992 году село переименовали в Коти.

## История
По состоянию на середину и конец XIX века село являлось известным ткацким центром. Из поселения в большом количестве вывозилось в Тифлис отменое неваленное сукно. Как отмечает изданный в 1865 году «Географическо-статистический словарь Российской империи» в селе имелась армянская церковь, а само поселение было известно производством сукон, коих в год вывозилось до 500 кусков. Также отмечалось что на дороге по направлению к селению Даш-Салаглы на горе Абси расположен монастырь Сурб Саргис.
Село находится возле границы с Азербайджаном, где со стороны последнего довольно часто фиксируются нападения и угон скота, а также обстрелы села. В ноябре 2007 года бесследно пропал 70-летний местный пастух и около 250 принадлежащих его односельчанам овец, в последний раз мужчину видели на приграничном с Азербайджаном пастбище. В июле 2008 года в селе был предотвращён очередной случай угона скота.
В марте 2010 года Министерство обороны Армении заявило, что на территории села Коти армянскими военнослужащими была обнаружена группа из пяти человек, проникших с территории Азербайджана. Диверсанты были одеты по-граждански и имели при себе диверсионное снаряжение. Началась перестрелка, в результате которой один из предполагаемых диверсантов был ранен и взят в плен.
В ноябре 2015 года на азербайджанской территории оказалась 76-летняя жительница села, родственники которой считают, что женщина, учитывая немолодой возраст, не смогла бы самостоятельно преодолеть глубокие окопы, чтобы затем перейти границу.
В декабре 2019 года по сообщению Министерсова обороны Армении, вооруженные силы Азербайджана обстреляли трассу Иджеван-Ноемберян и село Коти.
Коти в составе Российской империи с 1828 по 1840 год входили в состав Грузинской губернии , а затем Грузинско -Имеретинской губернии в 1840–1845 годах, затем Тифлисской губернии , пока окончательно не вошли в состав Казахского уезда Елизаветпольской губернии в 1868 году.
В 1918 году Первая Республика Армения провозгласила свою независимость от РСФСР и стала контролером Коти, тогда известного как Котикенд или Котигех.  В ходе армяно-азербайджанской войны Коти и Калача (современный Бердаван ) были оккупированы Азербайджанской Демократической Республикой 7 апреля 1920 года в результате военных действий в Нагорном Карабахе ; позже, после непродолжительного прекращения огня 9 апреля, были сожжены Коти и Курумсулу ( Барекакаван ).  После советского вторжения в Азербайджан РСФСР и Армения 10 августа 1920 года заключили соглашение о разграничении границы Советского Азербайджана , в которой Коти был подтвержден в пределах Армении.
В 1930 году в Армянской ССР произошла административная реорганизация, в результате которой уезды были преобразованы в районы . Коти, входивший ранее в состав Дилижанского уезда, впоследствии вошёл в состав Иджеванского района .

## Население
| Года        | 1831 | 1897 | 1926 | 1939 | 1959 | 1970 | 1979 | 1989 | 2001 | 2004 | 2011 | 2023 |
| Численность | 777  | 1769 | 1889 | 2529 | 1950 | 2408 | 2311 | 3536 | 2225 | 2217 | 2014 | 1922 |

## Экономика
Местное сельское население занимается главным образом скотоводством, плодоводством, выращиванием зерна, кормовых культур и табака. Производство и продажа табака является основным видом дохода сельчан.
Близость азербайджанских военных позиций накладывает ограничение на ведение фермерской деятельности. Из 4000 гектаров сельских земель более четверти являются пограничными, еще 560 гектаров заминированы. Регулярная стрельба азербайджанских снайперов с окружающих село гор мешает котинцам заниматься полевыми работами.

## Инфраструктура
Выделены деньги на ремонт школы (1965 г. постройки), которая ни разу не ремонтировалась.. По инициативе бывшего президента республики Армении Роберта Кочаряна в 2004 году была заасфальтирована дорога между сёлами Воскеван — Коти — Барекамаван.

## Галерея

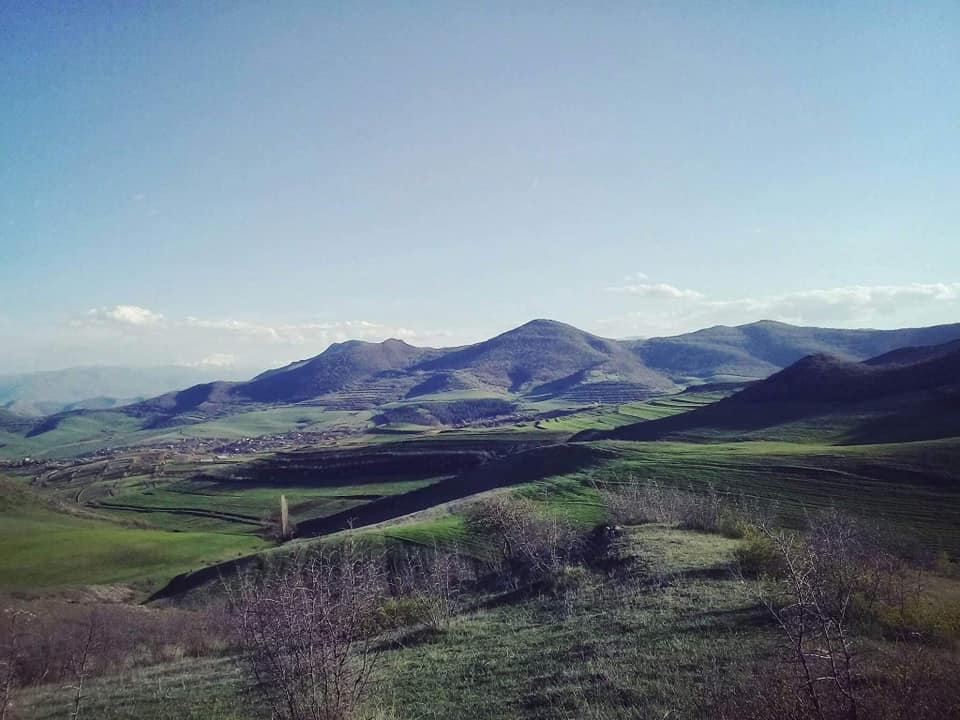
Вид на село
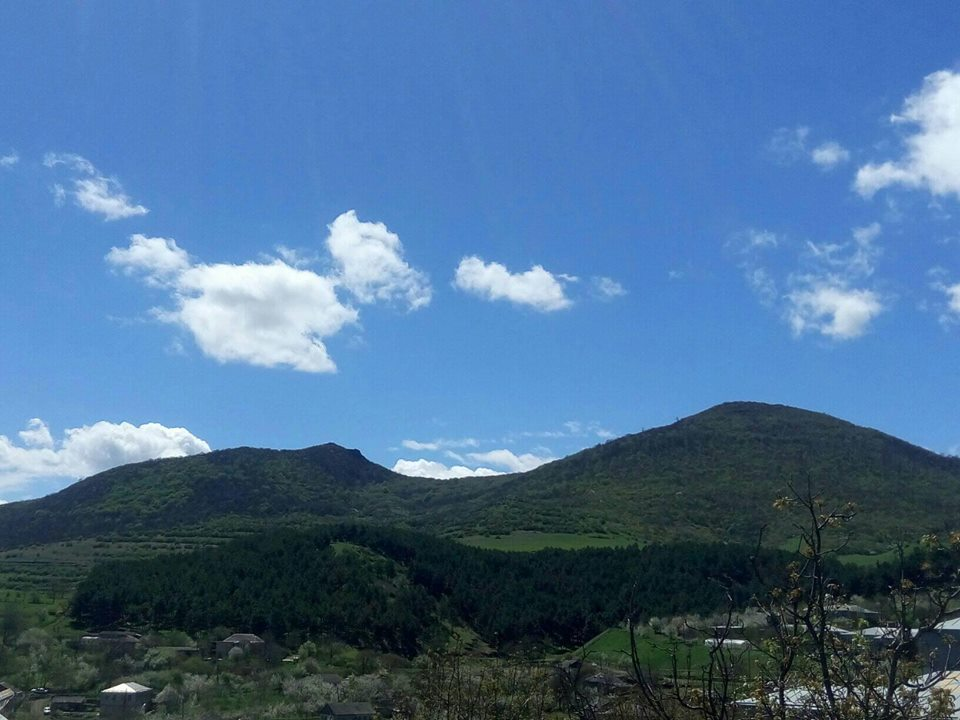
Село Коти

## Знаменитые уроженцы
- Хорен Байрамян
- Шаварш Амирханян
- Беник Сейранян
- Вано Сирадегян
- Артем Меджинян
- Беник Абовян